# Свенельд
Свене́льд (др.-сканд. Sveinaldr) — воевода варяжского происхождения X века в Древнерусском государстве, соправитель Святослава Игоревича. Не исключено, что после смерти Святослава Свенельд обладал (в годы юности Ярополка Святославича) полномочиями великого князя и фактически был единовластным правителем Руси.

## Имя
Имя Свенельда, возможно, указывает на его скандинавское происхождение. В летописях оно передано по-разному: Свѣналъдъ, Свѣнгельдъ, Свѣнгелдъ, Свѣньгелдъ, Свенгелдь, Свентелдь. Летописи не называют Свенельда варягом, а само имя Свенельд скандинавским сагам неизвестно. Имя представлено в тексте русско-византийского договора 971 года в Ипатьевской летописи.
Вместе с тем, по германским хроникам известна женская форма этого имени, так, супругу графа Лотаря II фон Штаде (ум. 929) звали Сванхильдой (нем. Schwanhild).
Иногда историки отождествляют Свенельда со Сфенкелом (греч. Σφέγκελος) — «третьим по достоинству после Сфендослава» (вторым был Икмор) из «Истории» Льва Дьякона, он же Сфангел Скилицы, считавшийся им вторым в войске русов. В 971 году Сфенкел/Сфангел, возглавляя 7-тысячную дружину, защищал Преслав, а после его падения прорвался в Доростол к Святославу. Однако под Доростолом, по византийским источникам, он был убит, а Свенельд ещё не раз встречается на страницах русских летописей. Имя Свенельда стоит наряду с именем Святослава в договоре Руси и Византии 971 года, который был заключён после гибели Сфенкела/Сфангела.

## Происхождение
Свенельд мог оказаться в войске Олега будучи прежде на службе Игоря, либо влиться в числе новых наёмников для похода на Византию в 943 году.
Август Людвиг Шлёцер и Измаил Иванович Срезневский предполагали, что летописец различал двух Свенельдов — отца Мстиши (под 945 годом) и отца Люта (действующего в статье 975 года), однако против такой идеи высказались другие историки. Версия о родстве Свенельда и древлянского Мала, убившего Игоря, не логична, поскольку Свенельд подавлял восстание древлян, поддержав овдовевшую Ольгу. Летопись называет Свенельда воспитателем сына Игоря — князя Святослава — наряду с боярином Асмудом.

### Возможные потомки
По мнению Михаила Сергеевича Грушевского, русско-литовской формой передачи имени Свенельд является «Святольд». От киевского воеводы Святольда (пол. Swiętold, Свентольд, ср. Летописные формы Свѣнделдъ и Свентелдь) выводил своё происхождение волынский род Киселей-Святольдичей. Родовыми имениями Киселей были Нискиничи и Дорогиничи, расположенные под Владимиром на Волыни.

## Биография

### При Игоре
В русско-византийском договоре 944 года Свенельд не упоминается, но Новгородская летопись младшего извода говорит о его участии в завоевании уличей и сборе дани с подвластных славянских племён. Свенельд имел личную дружину и обладал значительными богатствами. Некоторые историки считают, что Свенельд контролировал часть территории Руси на западе (древляне) и юго-западе (уличи). За счёт улической и древлянской даней Свенельд и его дружина обогатились, тогда как княжеские дружинники остались «нази». Ропотом и жалобами они вынудили князя взимать дань в увеличенном размере, что вызвало возмущение древлян и убийство ими Игоря.

### При Святославе
Воевода Свенельд возглавил карательный поход по подавлению восстания древлян, поддержав вдову Игоря, княгиню Ольгу.
При Святославе Игоревиче Свенельд был одним из приближённых воевод, владел собственной дружиной «отроками», участвовал в походах князя на Болгарию и его войне с Византией. Его политический ранг был высок настолько, что имя Свенельда попало в договор Руси с Византией 971 года.
В 972 году он отговаривал князя Святослава идти в Киев через днепровские пороги, зная, что там устроили засаду печенеги, предлагал путь «на конях». Свенельд отправился конным путём через юго-западные земли Руси и благополучно вернулся в Киев, а князь отправился по Днепру и в битве на порогах с печенежским ханом Курей погиб.

### При Ярополке
При старшем сыне Святослава Ярополке Свенельд остался в большой силе. В это время возникает конфликт между Свенельдом и братом Ярополка Олегом, который правил древлянской землёй. В 975 году, охотясь в древлянских землях, сын Свенельда Лют был убит Олегом. В ответ Свенельд начал подстрекать Ярополка начать войну с братом, что тот и сделал. Смерть Олега в 977 году в городе Овруч привела к концу карьеры старого воеводы: «Смотри, — сказал ему Ярополк над трупом брата, — ты этого хотел». Место Свенельда при князе занял воевода Блуд. К 978—980 годам Свенельд, видимо, умер, поскольку больше не фигурирует в описании войны Владимира и Ярополка.

## Образ в художественной литературе
В 2016 году в г. Санкт-Петербурге вышла историческая драма Дмитрия Босова «Свенельд». Драма написана в стихах и отражает исторический период с 975 по 980 гг.

## Образ в кино
- 1983,  СССР — «Легенда о княгине Ольге». Режиссёр Юрий Ильенко, в роли Свенельда Константин Степанков.
- 2004,  Россия — «Сага древних булгар. Сказание Ольги Святой». Режиссёр Булат Мансуров, в роли Свенельда Донатас Банионис.
- 2004,  Россия — «Сага древних булгар. Лествица Владимира Красное Солнышко». Режиссёр Булат Мансуров, в роли Свенельда Донатас Банионис.
- 2016,  Россия — «Викинг». Режиссёр Андрей Кравчук, в роли Свенельда Максим Суханов.